# マツダ・ボクサー

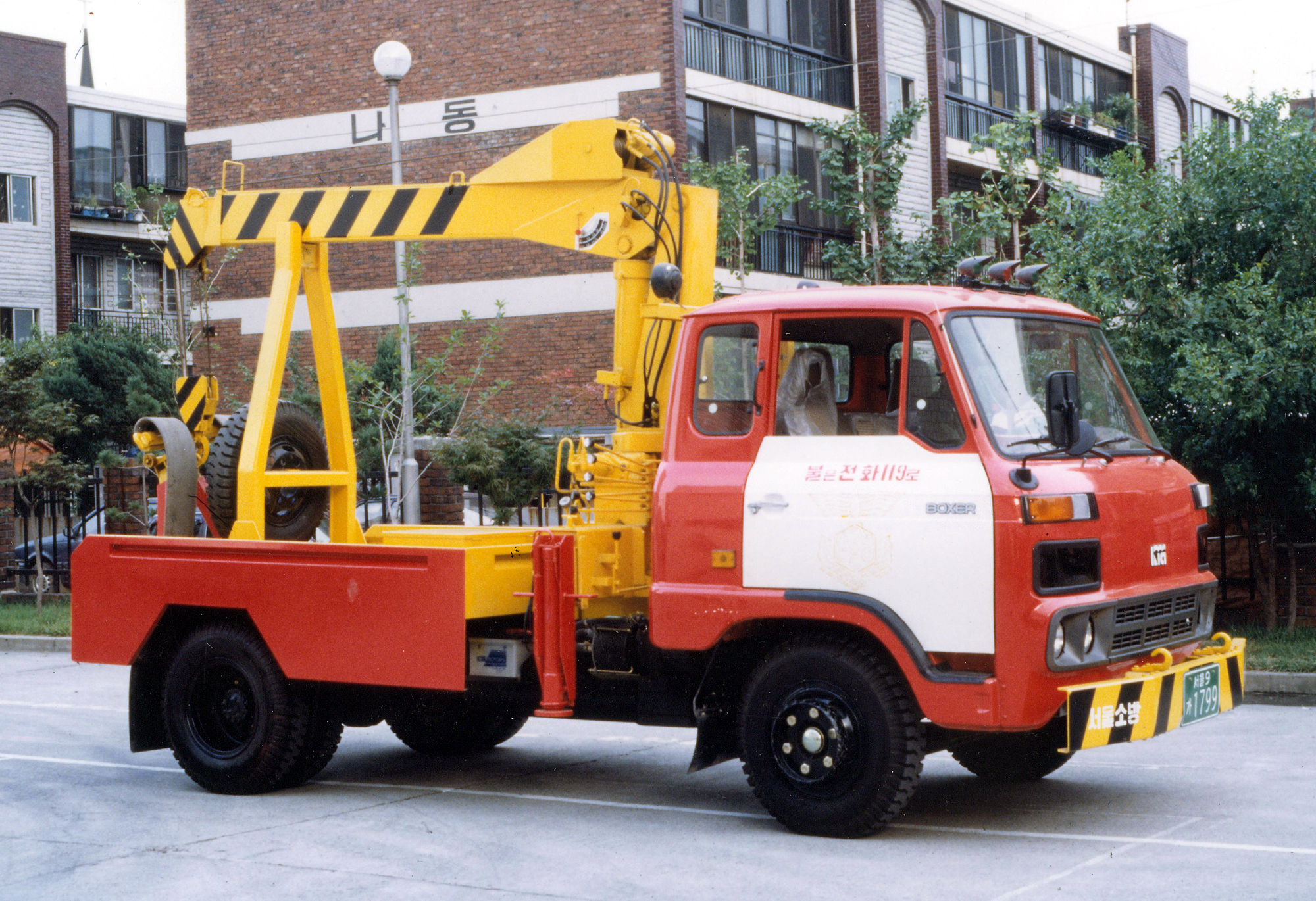
キア・ボクサーのレッカー車。

ボクサー（BOXER）は東洋工業（現マツダ）が生産、販売していた中型トラック。

## 概要
1968年に登場した3.5～4.5t積みのキャブオーバー型中型トラック。直列6気筒のディーゼルエンジンは、英国パーキンス社との共同開発であった。
キャブ前面左右にコーナーウインドーを採用し、視認性を高めていた他、仮眠用ベッドを装備しない代わりに、運転席・助手席共リクライニング式のフルフラットシートも採用していた。
また、韓国の起亜自動車でも全く同じ名称でライセンス生産されていた。

## 歴史
- 1969年10月 登場。エンジンは3783cc直列6気筒ディーゼル・110PSのYA型を搭載。
- 1970年3月 ロングボデー、ダンプ、バキュームカーなどを追加。
- 1972年 ディーゼルエンジンをZB型に改称。
- 1973年 ZB型ディーゼルエンジンを115PSにアップ。
- 1974年 タイタンの3.5t積の拡充に伴い、車型を4t積に集約。
- 1975年 パーキンス社と共同開発の5.5ℓ・145PSのZC型ディーゼルエンジンを搭載するボクサー5500を追加。フロントグリルの色をシルバーに変更。パワーステアリングを標準装備。4.5t積、超ロングボデーを追加。
- 1980年 昭和54年排出ガス規制実施とタイタンのフルモデルチェンジに伴う4t積追加に伴い販売終了[注釈 1]。

## 車名の由来
たくましくて俊敏な犬の「ボクサー」から命名されたが、ボクシングの選手の意味もある。